# Антоній III Студит
Патріарх Антоній III Студит (грец. Πατριάρχης Αντώνιος Γ΄ ο Στουδίτης ; помер в 983) — Патріарх Константинопольський з березня 974 по червень 978 або квітень 979 року.

## Життєпис
Ще в юнацькому віці Антоній став ченцем Студійського монастиря, а 916 року був обраний ігуменом цієї обителі. У 963 році, вже в сані синкелла, Антоній за наказом Никифора II перевів Феофано з імператорського палацу до палацу у Влахернах.
У 970 році, після смерті патріарха Поліекта, Антоній розраховував зайняти патріарший престол, але патріархом став Василій I Скамандрин. Однак у 974 році Антоній змінив засланого імператором Іоанном I Цимисхієм Василія на патріаршій кафедрі Константинополя.
За різними даними, у червні 978 або у квітні 979 року, після звинувачення у підтримці повстання Барди Скліра, Антоній III Студит зрікся патріаршого престолу і пішов у Студійський монастир. Його наступником став Микола II Хрисоверг.
Антоній помер у Константинополі, 983 року. Все своє довге життя він відстоював незалежність церкви від держави і був відомий як церковний промовець.